# Universidad Nacional Jorge Basadre Grohmann
La Universidad Nacional Jorge Basadre Grohmann (siglas UNJBG) es una universidad pública ubicada en Tacna, Perú. Fue fundada el 26 de agosto de 1971 según el decreto ley n.º 1894. Fue nombrada en honor del historiador peruano Jorge Basadre, oriundo de Tacna.

## Historia
La Universidad de Tacna (nombre inicial), fue creada un 26 de agosto de 1971.
Sus actividades se dieron inicio el 13 de mayo de 1972, en donde se tuvo la presencia de quien hoy es nuestro patrono, el Dr. Jorge Basadre Grohmann. El local central se encontraba ubicado entre la Av. Bolognesi y la calle Pinto, en donde hoy en día se encuentran ubicados el Centro de Idiomas (CEID), el Instituto de Telecomunicaciones (ITEL) y la Escuela de PostGrado (ESPG) de la misma Universidad. Pasarían 27 años para que el 7 de noviembre de 1998 se transfiriera definitivamente el local que actualmente ocupa la Universidad.
El 11 de julio de 1980, se expidió la Resolución n.º 3058-80-UNTAC denominando a la institución como: Universidad Nacional de Tacna Jorge Basadre Grohmann en reconocimiento al Dr. Jorge Basadre Grohmann por ser Hijo Ilustre de Tacna. Cuando se promulga la ley Universitaria n.º 23733, el 9 de diciembre de 1983 por el presidente de la República Arq. Fernando Belaúnde Terry, oficialmente tomó la denominación de: Universidad Nacional Jorge Basadre Grohmann. 
Desde 1985 y al amparo de la ley Universitaria n.º 23733 y luego de pasar por una primera etapa con Comisiones Organizadoras y Gobierno y por una segunda etapa de Rectores Interinos, la Universidad Nacional Jorge Basadre Grohmann inició su tercera etapa de elección de sus Autoridades y Órganos de Gobierno en forma democrática y en Asambleas Universitarias.

## Carreras profesionales
La UNJBG tiene 7 facultades y cuenta con 34 escuelas profesionales.

## Organización
| Facultad                                               | Escuela |
| ------------------------------------------------------ | --- |
| Facultad de Ciencias                                   | Biología - Microbiología |
| Facultad de Ciencias                                   | Física Aplicada |
| Facultad de Ciencias                                   | Matemática |
| Facultad de Ciencias Agropecuarias                     | Agronomía |
| Facultad de Ciencias Agropecuarias                     | Economía Agraria |
| Facultad de Ciencias Agropecuarias                     | Ingeniería Ambiental |
| Facultad de Ciencias Agropecuarias                     | Ingeniería en Industrias Alimentarias |
| Facultad de Ciencias Agropecuarias                     | Ingeniería Pesquera |
| Facultad de Ciencias Agropecuarias                     | Medicina Veterinaria y Zootecnia |
| Facultad de Ciencias de la Salud                       | Enfermería |
| Facultad de Ciencias de la Salud                       | Farmacia y Bioquímica |
| Facultad de Ciencias de la Salud                       | Medicina Humana |
| Facultad de Ciencias de la Salud                       | Obstetricia |
| Facultad de Ciencias de la Salud                       | Odontología |
| Facultad de Ciencias Jurídicas y Empresariales         | Ciencias Administrativas |
| Facultad de Ciencias Jurídicas y Empresariales         | Ciencias Contables y Financieras |
| Facultad de Ciencias Jurídicas y Empresariales         | Derecho y Ciencias Políticas |
| Facultad de Ciencias Jurídicas y Empresariales         | Ingeniería Comercial |
| Facultad de Educación, Comunicación y Humanidades      | Ciencias de la Comunicación |
| Facultad de Educación, Comunicación y Humanidades      | Educación: - Ciencias de la Naturaleza y Promoción Educativa Ambiental - Ciencias Sociales y Promoción Socio-Cultural - Idioma Extranjero - Lengua y Literatura - Inicial - Matemática, Computación e Informática |
| Facultad de Educación, Comunicación y Humanidades      | Historia |
| Facultad de Ingeniería                                 | Ingeniería de Minas |
| Facultad de Ingeniería                                 | Ingeniería en Informática y Sistemas |
| Facultad de Ingeniería                                 | Ingeniería Mecánica |
| Facultad de Ingeniería                                 | Ingeniería Metalúrgica |
| Facultad de Ingeniería                                 | Ingeniería Química |
| Facultad de Ingeniería Civil, Arquitectura y Geotecnia | Arquitectura |
| Facultad de Ingeniería Civil, Arquitectura y Geotecnia | Artes |
| Facultad de Ingeniería Civil, Arquitectura y Geotecnia | Ingeniería Civil |
| Facultad de Ingeniería Civil, Arquitectura y Geotecnia | Ingeniería Geológica - Geotecnia |

## Autoridades
| Cargo                              | Docente                               |
| ---------------------------------- | ------------------------------------- |
| Rector:                            | Dr. Javier Lozano Marreros            |
| Vicerrector Académico:             | Dra. Adriana Maximina Luque Ticona    |
| Director General de Administración | CPC. Gabriel Dionicio Cahuana Machaca |
| Secretario General:                | Dr. Jorge Luis Lozano Cervera         |

## Decanos
| Facultad                                                | Decano                               |
| ------------------------------------------------------- | ------------------------------------ |
| Facultad de Ingeniería:                                 | MSc. Edgardo Teófilo Valdez Cortijo  |
| Facultad de Ciencias Jurídicas y Empresariales:         | Mgr. Gerónimo Víctor Damián López    |
| Facultad de Ciencias Agropecuarias:                     | Mrg. Julián Enrique Deza Quiñonez    |
| Facultad de Ciencias de la Salud:                       | Dra. María Dalila Salas de Cornejo   |
| Facultad de Educación, Comunicación y Humanidades:      | Msc. Pascual Senón Puma Estaca       |
| Facultad de Ciencias:                                   | Dr. Daladier Miguel Castillo Cotrina |
| Facultad de Ingeniería Civil, Arquitectura y Geotecnia: | MSc. Conrado Gabino Bedoya Jaén      |

- Escuela de Postgrado:  Dra. Roberto Encarnación Supo Hallasi

## Proyección Social

### Club de fútbol
El Defensor UNTAC es el club de fútbol oficial de la Universidad.

### Fútbol masculino
La sección masculina del Defensor UNTAC participa en la Liga Distrital de Fútbol de Tacna como parte de la Copa Perú.

#### Fútbol femenino
La universidad cuenta con un equipo de fútbol femenino que participa en el Campeonato Peruano de Fútbol Femenino bajo la denominación de Defensor UNTAC. En el 2018 fue subcampeón departamental de Tacna y en 2016 y 2019 fue campeón.

## Rankings académicos
En los últimos años se ha generalizado el uso de rankings universitarios internacionales para evaluar el desempeño de las universidades a nivel nacional y mundial; siendo estos rankings clasificaciones académicas que ubican a las instituciones de acuerdo a una metodología científica de tipo bibliométrica que incluye criterios objetivos medibles y reproducibles, tomando en cuenta por ejemplo: la reputación académica, la reputación de empleabilidad para los egresantes, la citas de investigación a sus repositorios y su impacto en la web. Del total de 92 universidades licenciadas en el Perú, la Universidad Nacional Jorge Basadre Grohmann se ha ubicado regularmente dentro del tercio medio a nivel nacional en determinados rankings universitarios internacionales.